# Trofeo Peugeot del Porvenir 1973
La 12.ª edición del Tour del Porvenir (nombre oficial en francés: Trophée Peugeot de l'Avenir o en español Trofeo Peugeot del Porvenir) fue una carrera de ciclismo en ruta por etapas que se celebró entre el 10 y el 22 de julio de 1973 en Francia con inicio en la ciudad de Aubagne y final en París sobre una distancia total de 1577 kilómetros.
La carrera fue ganada por el ciclista Gianbattista Baronchelli de selección nacional de Italia. El podio lo completaron Wolfgang Steinmayr de la selección nacional de Austria y Bernard Bourreau de la selección nacional de Francia.

## Equipos participantes
Tomaron parte en la carrera 11 equipos de 7 corredores cada uno de los cuales 9 fueron equipos nacionales amateur, 1 equipo internacional amateur y 1 equipo profesional:
| Equipo profesional - Peugeot Equipos nacionales amateur (9) - República Democrática Alemana - Austria - Colombia - España - Francia - Italia - Países Bajos - Polonia - Suiza Equipo mixto amateur - Internacional (Luxemburgo, Canadá, Gran Bretaña) |  |
| |  |

## Etapas
| Etapa      | Fecha     | Recorrido                     | Distancia (km) | Ganador                  | Líder                    |
| ---------- | --------- | ----------------------------- | -------------- | ------------------------ | ------------------------ |
| Prólogo    | 10 de jul | Aubagne – Aubagne             | 9,6            | Países Bajos             | Gerrie Knetemann         |
| 1.ª etapa  | 11 de jul | Marignane – Palavas-les-Flots | 167,5          | André Gevers             | André Gevers             |
| 2.ª etapa  | 12 de jul | Pezenas – Argelès-sur-Mer     | 166,5          | Enrique Martinez Heredia | Giampaolo Flamini        |
| 3.ª etapa  | 13 de jul | Perpiñán – Pyrénées 2000      | 103,5          | Julián Andiano           | Gianbattista Baronchelli |
| 4.ª etapa  | 14 de jul | Colomiers – Colomiers         | 27,8           | Gianbattista Baronchelli | Gianbattista Baronchelli |
| 5.ª etapa  | 15 de jul | Ax-les-Thermes – Luchon       | 167            | Juan Pujol Pagés         | Gianbattista Baronchelli |
| 6.ª etapa  | 16 de jul | Bagnères-de-Bigorre – Pau     | 141,5          | Jose Nazabal             | Gianbattista Baronchelli |
| 7.ª etapa  | 17 de jul | Maubourguet – Fleurance       | 92,5           | Mathieu Dohmen           | Gianbattista Baronchelli |
| 8.ª etapa  | 18 de jul | Mézin – Bordeaux              | 160            | Erny Kirchen             | Gianbattista Baronchelli |
| 9.ª etapa  | 19 de jul | Bergerac – Brive-la-Gaillarde | 169,5          | Peter Waibel             | Gianbattista Baronchelli |
| 10.ª etapa | 20 de jul | Égletons – Clermont-Ferrand   | 141            | Robert Thalmann          | Gianbattista Baronchelli |
| 11.ª etapa | 21 de jul | Orléans – Versailles          | 135            | Antoine Gutierrez        | Gianbattista Baronchelli |
| 12.ª etapa | 22 de jul | Versalles – París             | 89             | Erny Kirchen             | Gianbattista Baronchelli |

## Clasificaciones finales
Las clasificaciones finalizaron de la siguiente forma:

### Clasificación general
| Clasificación general |                          |                           |                  |
| Ciclista              | Ciclista                 | Equipo                    | Tiempo           |
| --------------------- | ------------------------ | ------------------------- | ---------------- |
| 1.º                   | Gianbattista Baronchelli | Italia                    | 41 h 11 min 55 s |
| 2.º                   | Wolfgang Steinmayr       | Austria                   | + 4 min 58 s     |
| 3.º                   | Bernard Bourreau         | Francia                   | + 5 min 46 s     |
| 4.º                   | Ivan Schmid              | Suiza                     | + 6 min 56 s     |
| 5.º                   | Philippe Bodier          | Francia                   | + 9 min 10 s     |
| 6.º                   | Jürgen Kraft             | República Federal Alemana | + 11 min 30 s    |
| 7.º                   | Johannes Ruch            | República Federal Alemana | + 14 min 04 s    |
| 8.º                   | Enrique Martínez Heredia | España                    | + 14 min 08 s    |
| 9.º                   | Abelardo Ríos            | Colombia                  | + 14 min 16 s    |
| 10.º                  | Luis Hernán Díaz         | Colombia                  | + 14 min 19 s    |

### Clasificación por puntos
| Clasificación por puntos |                          |         |        |
| Ciclista                 | Ciclista                 | Equipo  | Puntos |
| ------------------------ | ------------------------ | ------- | ------ |
| 1.º                      | Enrique Martinez Heredia | España  | 100    |
| 2.º                      | Ivan Schmid              | Suiza   | 98     |
| 3.º                      | Bernard Bourreau         | Francia | 94     |

### Clasificación de la montaña
| Clasificación de la montaña |                |          |        |
| Ciclista                    | Ciclista       | Equipo   | Puntos |
| --------------------------- | -------------- | -------- | ------ |
| 1.º                         | Julián Andiano | España   | 59     |
| 2.º                         | Roland Salm    | Suiza    | 46     |
| 3.º                         | Abelardo Ríos  | Colombia | 41     |

### Clasificación por equipos por tiempo
| Clasificación por equipos |                     |                   |
| Equipo                    | Equipo              | Tiempo            |
| ------------------------- | ------------------- | ----------------- |
| 1.º                       | Suiza               | 124 h 40 min 23 s |
| 2.º                       | Francia             | 124 h 51 min 04 s |
| 3.º                       | Italia              | 125 h 04 min 08 s |
| 4.º                       | Alemania Occidental | 125 h 07 min 15 s |
| 5.º                       | España              | 125 h 14 min 14 s |
| 6.º                       | Colombia            | 125 h 20 min 16 s |

### Clasificación por equipos por puntos
| Clasificación por equipos |         |        |
| Equipo                    | Equipo  | Puntos |
| ------------------------- | ------- | ------ |
| 1.º                       | Suiza   |        |
| 2.º                       | Francia |        |
| 3.º                       | Italia  |        |